# Pembe Mutlu
Pembe Mutlu (bürgerlich Pembe Gül; * 1. Januar 1955 in Denizli) ist eine türkische Schauspielerin.

## Leben und Karriere
Mutlu wurde in Istanbul geboren und spielte während ihrer Karriere in über 100 Filmen, hauptsächlich zwischen den 1970er und 1980er Jahren.
Ihr Durchbruch gelang 1981 im Film Davaro. Außerdem spielte Mutmu auch in Çiçek Abbas und Şalvar Davası mit. Ihr letzter Film war Katil Aramızda. Später zog sie sich aus der Filmbranche zurück.

## Filmografie (Auswahl)
- 1973: Silah Arkadaşları
- 1978: Köşeyi Dönen Adam
- 1981: Makber
- 1982: Çayda Çıra
- 1982: Çiçek Dağı
- 1982: Elveda Dostum
- 1982: Gurbet Kuşları
- 1982: Islak Mendil
- 1982: Soğukoluk
- 1982: Tohum ve Toprak
- 1983: Ah Şu Kadınlar
- 1983: Badi
- 1987: Acı Hayat
- 1987: Bitmeyen Zulüm
- 1989: Sabahın İlk Işıkları
- 1990: Kiralık Anne
- 1991: Git Gidebilirsen
- 1992: Aliye
- 1993: Katil Aramızda